# Cis Baker
Cecil "Cis" Baker (sinh ra ở Darnall, Nam Yorkshire) là một cầu thủ bóng đá người Anh. Ông bắt đầu sự nghiệp chuyên nghiệp với Blackpool năm 1920, có 2 lần ra sân ở Giải vô địch cho the Seasiders.